# Spaceway 2
Spaceway 2 ist ein kommerzieller Kommunikationssatellit des US-amerikanischen Satellitenbetreibers DirecTV aus der Spaceway-Flotte.

## Technische Daten
Boeing Satellite Systems baute den Satelliten auf Basis ihres Satellitenbusses der 702-Serie. Er besitzt 72 Ka-Band-Transponder, um Breitband-Internetverbindungen zur Verfügung zu stellen und HDTV-Fernsehen für DirecTV-Nutzer in Nordamerika zu senden. Das Raumfahrzeug ist dreiachsenstabilisiert und wird durch Solarmodule und Batterien mit Strom versorgt. Des Weiteren besitzt es eine geplante Lebensdauer von 12 Jahren, welche jedoch bereits übertroffen wurde.

## Missionsverlauf
Der Start von Spaceway 2 war ursprünglich auf einer Zenit-3-Trägerrakete geplant, wurde jedoch auf eine Ariane 5 umgebucht, um einen Start im selben Jahr mit dem Schwestersatelliten Spaceway 1 zu ermöglichen. Der Satellit wurde am 26. April 2005 mit einer Ariane-5-Trägerrakete vom Raumfahrtzentrum Guayana zusammen mit Telkom 2 in einen geostationären Transferorbit gebracht. Von dort aus erreichte er seine geosynchrone Umlaufbahn durch Zünden seines Bordmotors, wo er bei 99,2° West stationiert wurde. Auf dieser Position unterstützte er DirecTV-11 und deckt den nordamerikanischen Kontinent ab. Später wurde er nach 138,9° West verschoben.